# Sir Bani Yas
Sir Bani Yas (en árabe: صير بنى ياس) es una isla natural situada a 250 km (160 millas) al suroeste de Abu Dhabi, la capital de los Emiratos Árabes Unidos. Se encuentra a 9 km (5,6 millas) de la costa de Jebel Dhanna, que sirve como un punto de paso a otras islas como Dalma. Sir Bani Yas tiene 17,5 km (10,9 millas) de norte a sur y 9 km (5,6 millas) de este a oeste por lo que constituye la más grande, isla natural en los Emiratos Árabes Unidos.
Situada justo al lado de la orilla de la región occidental de Abu Dhabi, Sir Bani Yas es la mayor reserva de vida silvestre de la región de Arabia y un santuario de aves. Abarcando más de 87 km² (34 millas cuadradas), la reserva fue creada en 1971 por el gobernante y fundador de los Emiratos Árabes Unidos, el jeque Zayed bin Sultán Al Nahayan. Gracias a décadas de trabajo intensivo y la conservación de la inversión ecológica, es ahora el hogar de miles de grandes animales que vagan libremente y varios millones de árboles y plantas.